# Bruno Echagaray
Bruno Echagaray (ur. 8 maja 1983 w Meksyku) – meksykański tenisista, reprezentant w Pucharze Davisa.

## Kariera tenisowa
Zawodowym tenisistą był w latach 2000–2009. Wygrał 1 turniej ATP Challenger Tour w grze pojedynczej i 2 w grze podwójnej. W zawodach wielkoszlemowych wystąpił w drabince głównej raz, podczas US Open 2007 przechodząc najpierw przez eliminacje. W 1 rundzie turnieju głównego odpadł po porażce z Mardym Fishem.
W latach 2001–2009 reprezentował Meksyk w Pucharze Davisa osiągając bilans 9 zwycięstw i 12 przegranych.
W rankingu gry pojedynczej najwyżej był na 156. miejscu (18 czerwca 2007), a w klasyfikacji gry podwójnej na 162. pozycji (7 czerwca 2004).

### Zwycięstwa w turniejach ATP Challenger Tour w grze pojedynczej
| Końcowy wynik | Nr | Data            | Turniej | Nawierzchnia | Przeciwnik    | Wynik finału     |
| ------------- | -- | --------------- | ------- | ------------ | ------------- | ---------------- |
| Zwycięzca     | 1. | 6 kwietnia 2008 | León    | Twarda       | Ricardo Mello | 6:0, 3:6, 7:6(6) |